# آبرة الابط
آبرة الابط (الاسم العلمي Andricus foecundatrix) هو نوع من الآبرات عفصها يشبه زهرة الحرشف، متمركزة على إبط الأوراق عند محور انتشابها لتتمكن من أمتصاص ما هي بحاجة إليه من النسغ.